# Tiegemberg
Le Tiegemberg, ou Vossenhol, est une colline située à Tiegem, sur la commune d'Anzegem, dans la province de Flandre-Occidentale, en Belgique.
Dans les années 1960, la route, auparavant pavée, est asphaltée.
Le Bergmolen, situé sur le Tiegemberg, est un monument protégé.

## Cyclisme
Le Tiegemberg a été emprunté 23 fois par le Tour des Flandres (de 1919 à 1931, en 1950, de 1991 à 1996, en 2011, en 2013, en 2015). À l'exception de 1928, le Tiegemberg est le premier mont de la course.
Il est gravi à plusieurs reprises lors des championnats du monde sur route de 1957.
Le Tiegemberg a été gravi cinq fois lors de Gand-Wevelgem (1935, 1945, 1946, 1960 et 1977). Il fait régulièrement partie du parcours du Grand Prix E3, de Kuurne-Bruxelles-Kuurne, de À travers les Flandres, des Trois Jours de Flandre-Occidentale, des Trois Jours de La Panne, de Nokere Koerse, du Circuit Het Nieuwsblad féminin, et de Halle-Ingooigem.